# Nessun uomo è un'isola
Nessun uomo è un'isola (No Man Is an Island, Harcourt Brace, New York 1955) è un saggio di Thomas Merton.

Nessun uomo è un’isola,
completo in se stesso;
ogni uomo è un pezzo del continente,
una parte del tutto.

Se anche solo una zolla
venisse lavata via dal mare,
la Terra ne sarebbe diminuita,
come se un promontorio fosse stato al suo posto,
o una magione amica,
o la tua stessa casa.
Ogni morte d’uomo mi diminuisce,
perché io partecipo all’Umanità.
E così non mandare mai a chiedere per chi suona la campana:
Essa suona per te.

## Titolo
Il titolo, ripreso da un passo del Devotions Upon Emergent Occasions (1624) del poeta John Donne (No man is an Iland, intire of it selfe; every man is a peece of the Continent, a part of the maine...), vuole significare che ogni uomo è una componente integrante dell'umanità, una parte di un tutto:

## Edizioni in italiano
- Thomas Merton, Nessun uomo è un'isola, traduzione di Emanuela Moretti, Garzanti, Milano 1956
- Thomas Merton, Nessun uomo è un'isola, traduzione a cura delle Monache Benedettine del Monastero di S. Paolo in Sorrento, Garzanti, Milano 2018